# (17274) 2000 LC16
(17274) 2000 LC16 est un astéroïde Amor de 3,183 km de diamètre, découvert en 2000. Il pourrait être le corps parent de la météorite du lac Tagish.

## Description
(17274) 2000 LC16 a été découvert le 7 juin 2000 à l'observatoire Magdalena Ridge, situé dans le comté de Socorro, au Nouveau-Mexique (États-Unis), par le projet Lincoln Near-Earth Asteroid Research (LINEAR).

### Caractéristiques orbitales
L'orbite de cet astéroïde est caractérisée par un demi-grand axe de 2,73 UA, un périhélie de 1,22 UA, une excentricité de 0,55 et une inclinaison de 5,57° par rapport à l'écliptique. Du fait de ces caractéristiques, à savoir un périhélie compris entre 1,017 et 1,3 UA, il est classé comme astéroïde Amor, une famille d'astéroïdes géocroiseurs, s'approchant de l'orbite de la Terre.

### Caractéristiques physiques
(17274) 2000 LC16 a une magnitude absolue (H) de 16,6 et un albédo estimé à 0,037, ce qui permet de calculer un diamètre de 3,183 km. Ces résultats ont été obtenus grâce aux observations du Wide-field Infrared Survey Explorer (WISE), un télescope spatial américain mis en orbite en 2009 et observant l'ensemble du ciel dans l'infrarouge, et publiés en 2011 dans un article présentant les résultats concernant 1 739 astéroïdes troyens de Jupiter et 349 candidats.